# Étoile variable de type Beta Cephei

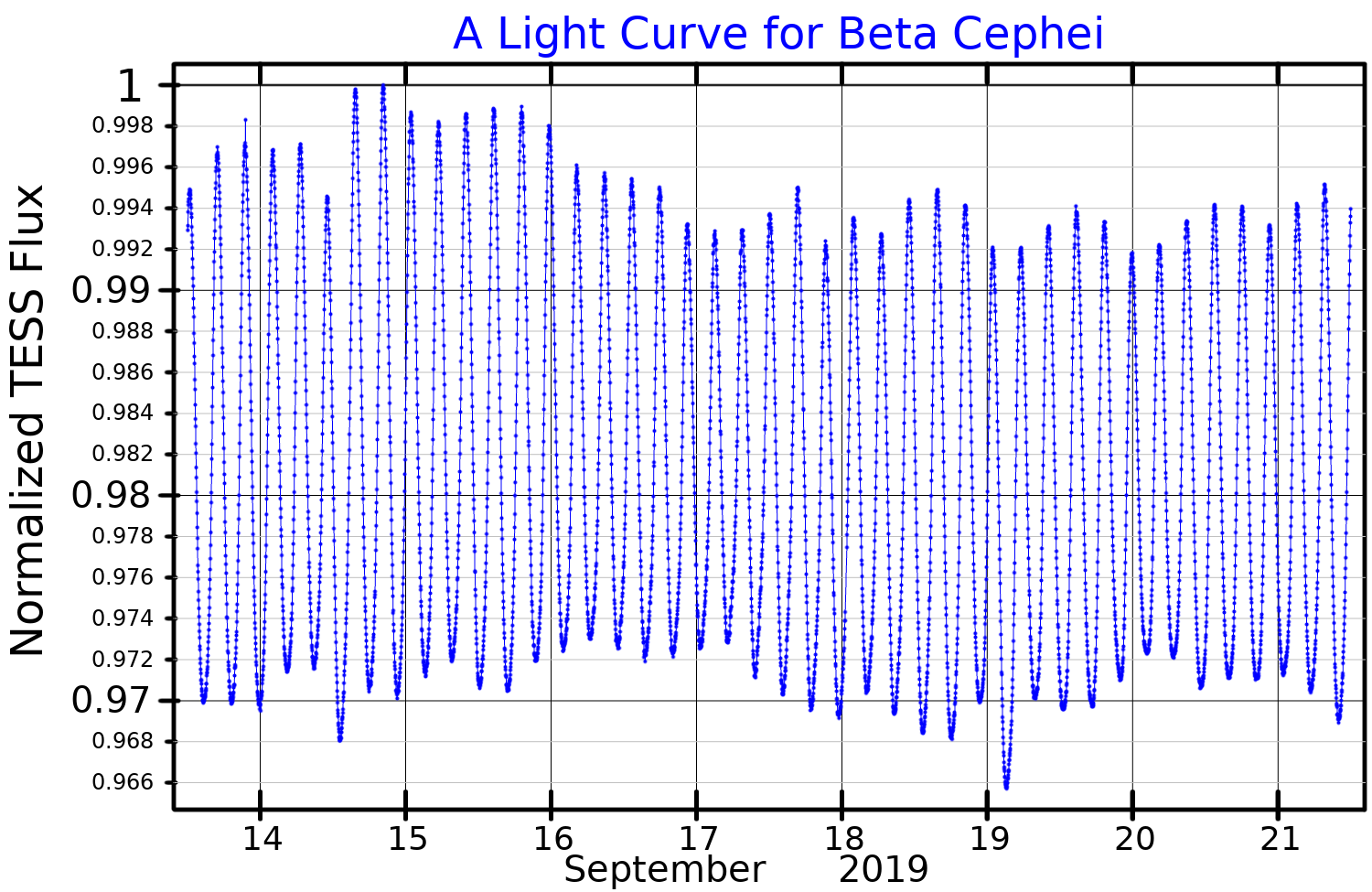
Courbe de lumière de Beta Cephei, tracée à partir des données du satellite TESS de septembre 2019

Les étoiles variables de type Beta Cephei sont des étoiles variables qui présentent des variations de luminosité à cause de pulsations de leur surface. Le point de luminosité maximale correspond à peu près à la contraction maximale de l'étoile. Typiquement, la luminosité des variables Beta Cephei varie de 0,01 à 0,3 magnitude avec une période de 0,1 à 0,6 jour.
Le prototype de ces étoiles variables, Beta Cephei présente une variation de sa magnitude apparente de +3,16 à +3,27 sur une période de 4,57 heures.
Ces étoiles ne doivent pas être confondues avec les variables céphéides, qui sont nommées d'après Delta Cephei.